# Вікторов Борис Климентійович
Борис Климентійович Вікторов (1882, місто Балашов Саратовської губернії, тепер Саратовської області, Російська Федерація — ?) — радянський державний діяч, голова Земельної комісії при Всеукраїнському революційному комітеті. Член ВУЦВК.

## Життєпис
Народився в міщанській родині. У 1900 році склав екстерном екзамени за реальне училище в Москві.
Член РСДРП(б) з 1904 року.
У 1905 році заарештований за участь у збройному повстанні, але звільнений за браком доказів. Був агітатором-пропагандистом у Московській та Пермській організаціях РСДРП(б).
З 1907 до 1909 року навчався в політехнікумі міста Карлсрує (Німеччина), 
У 1912 році закінчив Московське вище технічне училище, здобув спеціальність інженера.
З 1912 до 1916 року працював інженером у Москві, Ярославлі, Пермі. Під час Першої світової війни був начальником інженерної дружини в Союзі міст на Кавказі.
З осені 1917 до 1918 року — завідувач Московського губернського земельного управління.
З 1918 до 1919 року — в Червоній армії: завідував інженерними роботами на Східному фронті.
З квітня 1919 року — член колегії Народного комісаріату земельних справ РСФСР.
З 1919 року — військовий комісар та начальник інженерних служб на Південному («Денікінському») фронті РСЧА. 
У грудня 1919 — лютому 1920 року — голова Технічної комісії по земельних справах (Земельної комісії) при Всеукраїнському революційному комітеті (Всеукревкомі).
З січня 1920 до червня 1925 року — заступник народного комісара земельних справ Української СРР, член колегії та начальник управління землеустрою та меліорації (сільськогосподарського управління) Народного комісаріату земельних справ Української СРР.
З листопада 1921 до 1922 року — начальник Донецького губернського земельного відділу.
З червня 1925 року — член Президії Держплану Української СРР.
Подальша доля невідома.

## Родина
Дружина — Вікторова Єлизавета Василівна. Троє дітей: дочка Галина та сини Георгій і Володимир.